# 奇迹：追逐彩虹
《奇跡：追逐彩虹》（英語：The Wonder 3D），由中國大陸、英國、紐西蘭三国联合拍摄制作的魔幻题材3D电影，Norman Stone、Gary Mak執導，薇洛·西爾德斯、瑪莉亞·嘉西亞·古欣娜塔、杰奎琳·乔、陳喬恩、高圣远、钟丽缇、卡爾·艾本、吴磊主演。

## 劇情
两位青少女雷切尔和格雷斯发现了一个令人难以置信的自然现象，发现自己被彩虹运送到的中国。因此，他们扰乱了自然的平衡，被一个痴迷的科学家和神秘的国际组织追逐下来。利用雷切尔与彩虹的能量，并借助新朋友小程的帮助，在灾难性的风暴破坏整个太平洋并威胁世界之前，他们必须与时间进行竞争，以恢复大自然的平衡。

## 演員陣容

### 主要角色
| 角色                        | 演員                                          | 介紹 |
| 瑞秋 Rachel                 | 薇洛·西爾德斯 Willow Shields                  |      |
| 格蕾丝 Grace                | 杰奎琳·乔 Jacqueline Joe                      |      |
| 朱莉娅·比安奇 Julia Bianchi | 瑪莉亞·嘉西亞·古欣娜塔 Maria Grazia Cucinotta |      |
| 蓮 Lian                     | 陳喬恩 Joe Chen                               |      |
| Song                        | 高圣远 Archie Kao                             |      |
| Mei                         | 钟丽缇 Christy Chung                          |      |
| 汤姆·威廉姆斯 Tom Williams  | 卡爾·艾本 Emmett Skilton                      |      |
| 小程 Xiao Cheng             | 吴磊 Leo Wu                                   |      |

## 外部連結
- 奇迹：追逐彩虹的新浪微博
- 时光网上《奇迹：追逐彩虹》的資料（简体中文）
- 豆瓣电影上《奇迹：追逐彩虹》的資料 （简体中文）
- 互联网电影数据库（IMDb）上《奇蹟：追逐彩虹》的资料（英文）